# Стяг (знамя)

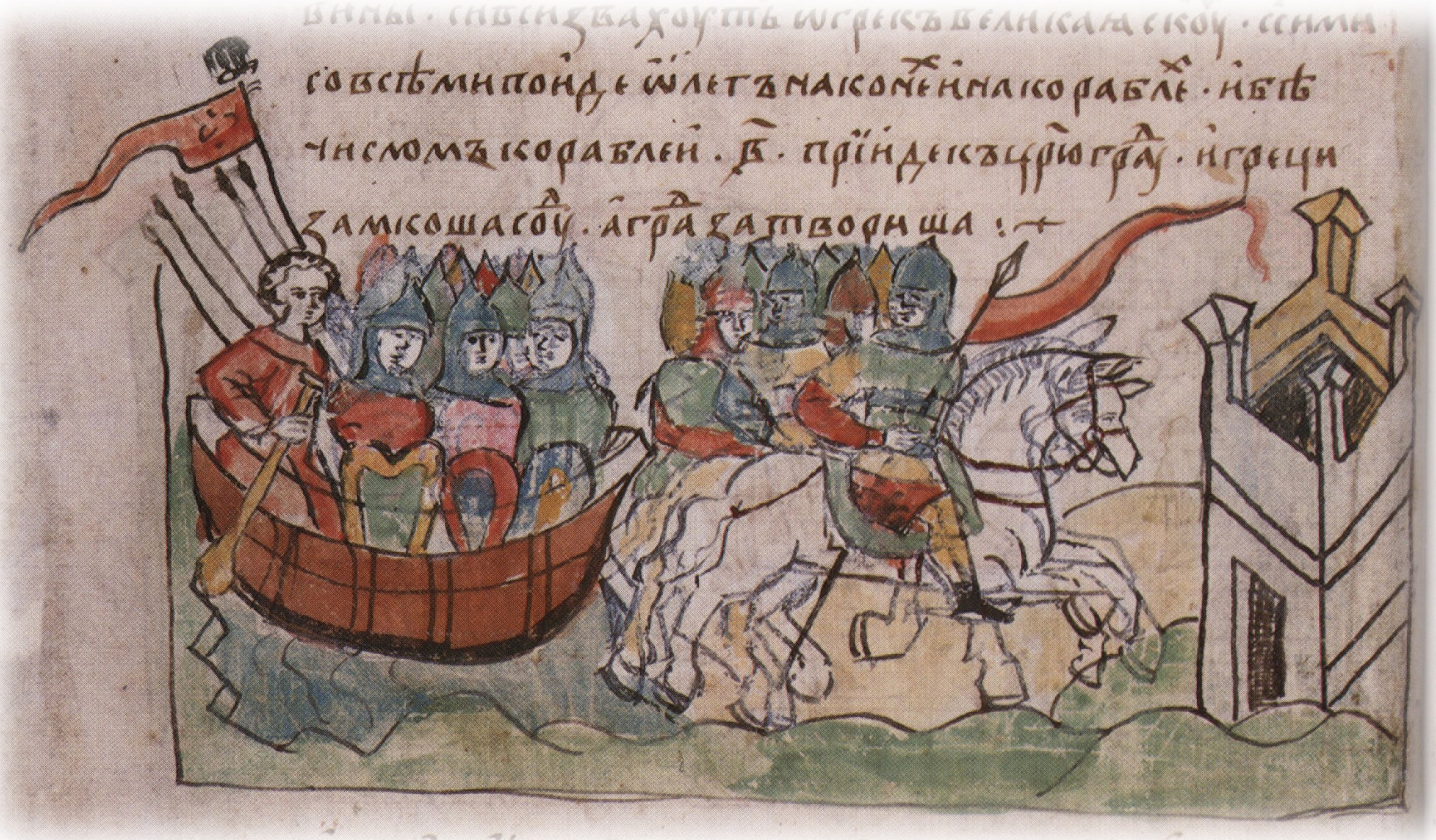
Поход на Царьград (907). Миниатюра из Радзивилловской летописи, видны стяги.

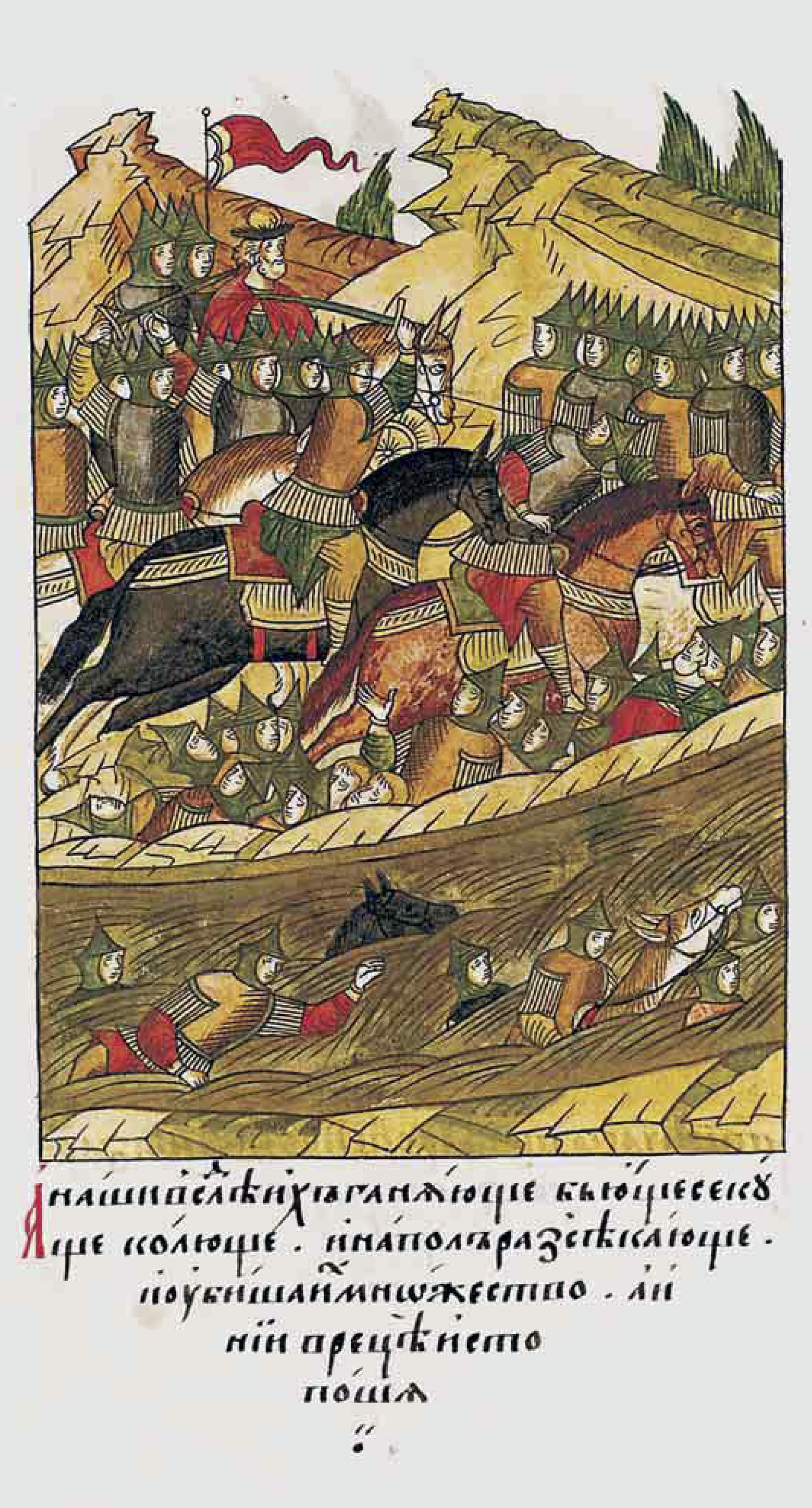
Битва на Воже в 1378 году, виден стяг. Миниатюра из Лицевого летописного свода XVI века

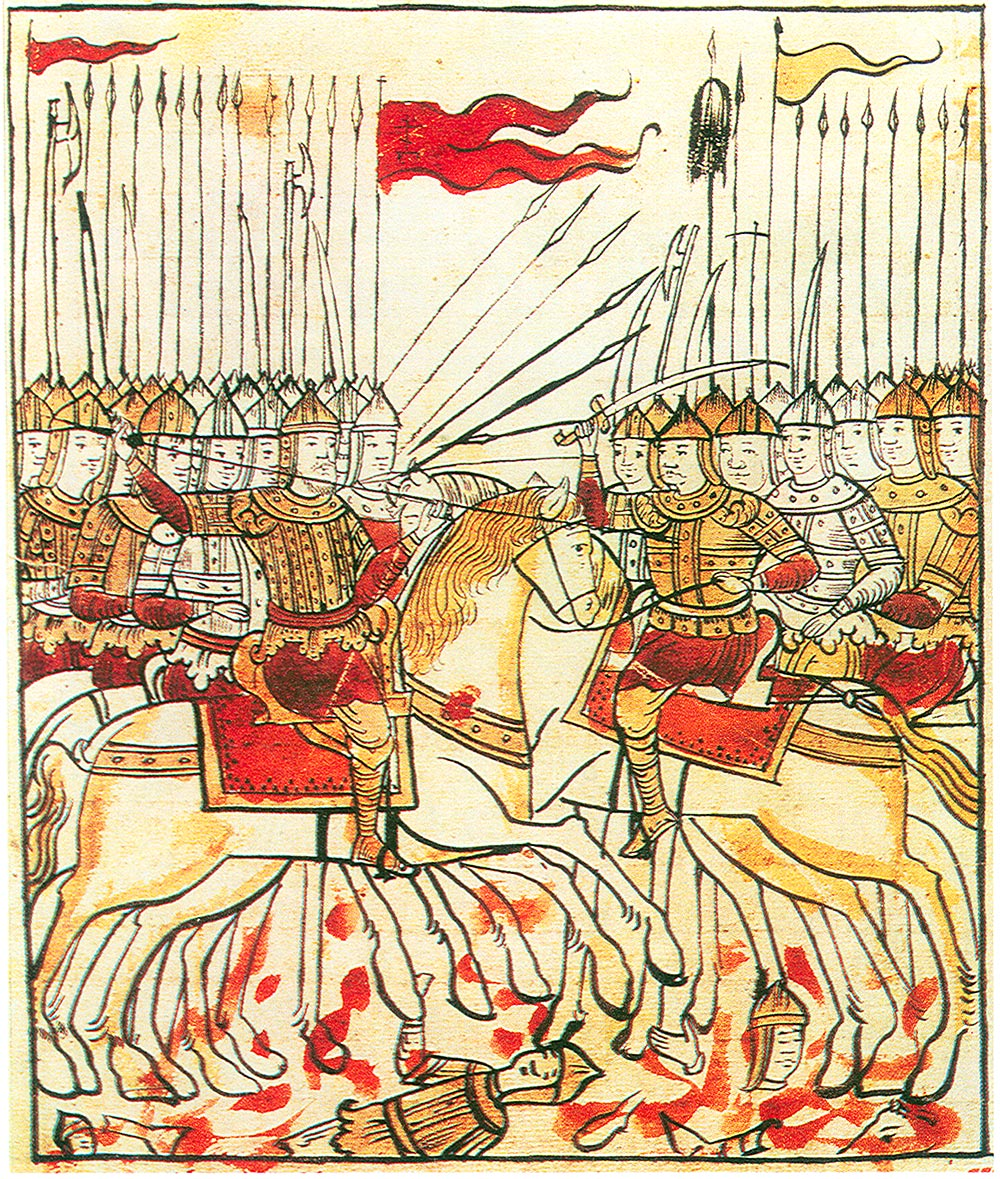
Битва на Куликовом поле в 1380 году, видны стяги у русского войска, у противника бунчук. Из рукописи «Сказание о Мамаевом побоище», XVII век

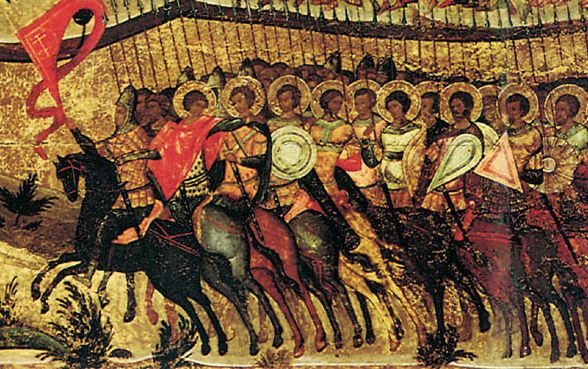
Всадник со стягом с иконы Церковь воинствующая, 1550-е годы

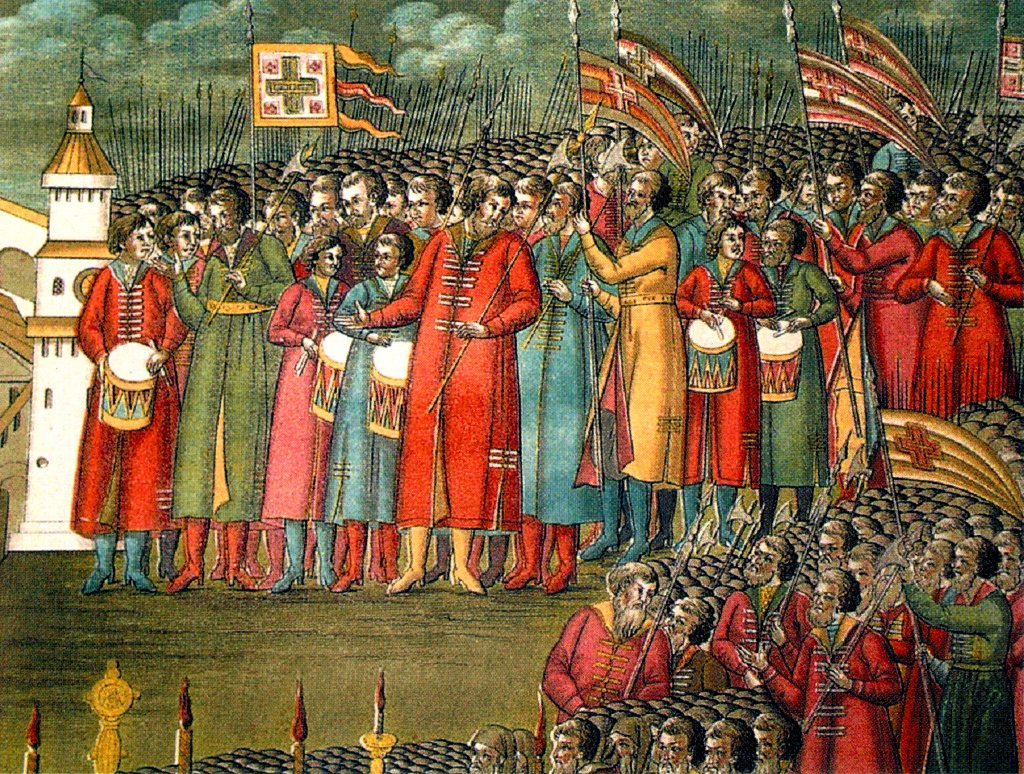
Стрелецкая пехота, со стягами. Рис. из «Книги венчания на царство Михаила Романова», 1672 г.

Стяг — воинское знамя в Древней Руси в виде шеста с укреплённым на нём пучком конских волос, клином яркой ткани, фигуркой животного или другим предметом, хорошо видным издалека, что в летописях называлось чёлкой становой.

## История русских стягов

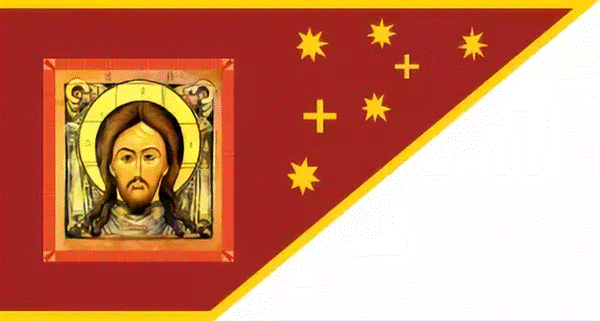
Хоругвь Всемилостивого Спаса

«Стяг» — древнерусское производное от сътягати «стягивать». Стяг буквально — «то, что стягивает» (ср. диал. стяг — 
«жердь, которой стягивается сено на возу»).
Позднее на стягах начали крепить большие куски тканей яркого цвета в форме клина. На верхний конец стяга устанавливали металлический острожок. На ткани нашивалось изображение Животворящего Креста, под острожок подвязывалась чёлка, окрашенная яркой краской.
Концы стягов, кроме клиновидной формы, могли иметь два или три хвоста, которые назывались косицы, откосы, клинцы или яловцы.
Во время походов стяг снимали с древка и перевозили в обозе вместе с оружием и доспехами. Княжеская дружина охраняла стяг. Стяги надевались на древко только перед сражением. В древности стяг мог быть громадного размера и его установка требовала значительного времени. В летописях иногда встречается выражение «не поставиши стяга», что могло означать «внезапная атака противника», «быть застигнутым врасплох». Выражение «поставить стяг» означало объявить войну.
Во время битвы стяг, как правило, устанавливали в центре войска, на возвышенности. Падение стяга вызывало замешательство в войске, поэтому на охрану стяга устанавливались особые воины — стяговники. Враг, напротив, бросал на стяг основные свои силы. Под стягами происходили самые жаркие схватки. Летописи при описании битвы, следят за стягом: косицы стяга «простираются яко облацы» означало успешный ход битвы; поражение описывалось как «стяг подсекоша».
После появления войск, состоявших из полков нескольких удельных княжеств, размеры стягов уменьшились. Охранять стяги вместо дружинников начали дворяне. Под стягами проводились церковные службы, принималась присяга, заключались договоры.

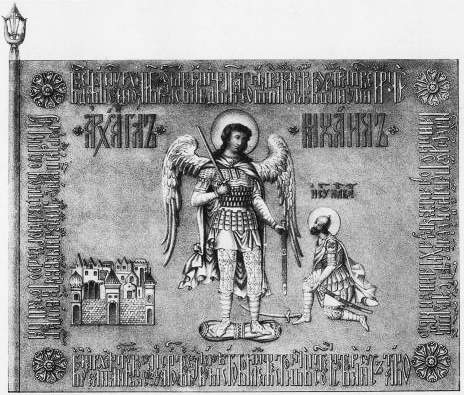
Знамя времён царствования Алексея Михайловича

В конце XIV века на русских стягах начали изображать лик Спасителя. Стяги с изображением Спасителя, что на современном русском языке называется хоругвью, начали называть знамением. В XVI веке слова знамение и стяг встречаются одинаково часто. В конце XVI века слово стяг встречается всё реже, а в начале XVII века выходит из употребления.
В XVI веке на хоругвях кроме изображения Спасителя также вышивалось изображение Богородицы и Георгия Победоносца. На белом стяге Великого князя Василия Ивановича был изображён Иисус Навин, останавливающий солнце.
В царствование Ивана Васильевича в каждом полку было большое Царское знамя, в каждой сотне было своё знамя — клиновидное, одного вида с полковым знаменем, но меньшего размера из-за чего они назывались меньшими знамёнами. На знамёнах вышивали золотом, серебром и шелком, писали яркими красками иконным письмом.
Сведений о знамёнах во время царствования Фёдора Ивановича почти не сохранилось.
В войске Бориса Фёдоровича использовались огромные знамёна древнего типа. Они были такими большими, что их не мог удержать один человек. На службу к знамени назначалось два или три человека. Знамёна освещались патриархом по чину освящения Святых икон.
При Михаиле Фёдоровиче появились первые отступления от древних образцов. На ротных знамёнах иноземных полков появляются изображения орла, грифа, льва, змеи, химеры, а также надписи и девизы на латыни. Полковые знамёна — с царским двуглавым орлом в знак того, что полк служит русскому государю. В 1614 году Войску Донскому было пожертвовано знамя с двуглавым орлом.
Во второе десятилетие правления Алексея Михайловича знамёна с «житейским письмом» (то есть не со святыми ликами) появляются всё чаще. Но такие знамёна выдаются на время — основные знамёна остаются «христианскими знамениями». На ротных знамёнах изображается крест, на полковых — Спаситель, Богородица или лики угодников. Ветхие знамёна поступают в Оружейную палату, где изготовляется новое знамя. Знамя делается по образцу старого, но со временем всё чаще встречается «житейское письмо» и латинские надписи.
В 1700 году Пётр I утвердил образец войскового знамени. К 1704 году знамён старого образца не осталось.

## Великих Государей большие полковые знамёна

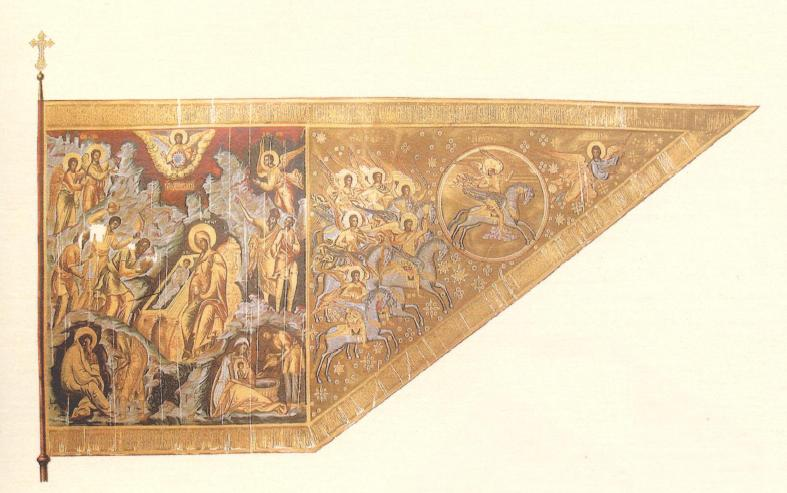
Великого Государя большое полковое знамя 1654 года

Полковые (Царские) знамёна XVII века делались большого размера. Знамя состояло из прямоугольной середины и клиновидного откоса. Откос изготовлялся в форме прямоугольного треугольника. Короткой стороной он крепился к прямоугольнику, длинная сторона треугольника (тетива) обращалась вниз. Знамя изготавливалось из шелка, по краям обшивалось каймой или бахромой.
В прямоугольной части писали образ Спасителя, Богородицы или лики Святых угодников. На треугольных откосах писали Архангелов, ангелов, кресты и звёзды. На каймах писали тропари, кондаки и другие молитвословия.
На некоторых знамёнах царствования Михаила Фёдоровича писали титул царя и год, месяц и день изготовления знамени. Длина знамени была от 3 до 8 аршин, ширина от 1½ до 3 аршин.
Древки из липового дерева. Древки круглые, обклеены холстом. Холст расписан разными красками и позолочён. Навершие древка в виде  медного или серебряного позолоченного креста, часто прорезного. На древке под полотнищем знамени крепилось деревянное шарообразное яблоко. К боковой кайме знамени пришивались красные суконные мешочки. Мешочки прибивались к древку гвоздями. На вершине древка устанавливали крест над знаменный. На нижнем конце древка размещались подтоки (втоки) с тканевыми помочами, серебряными пряжками, запряжниками.
Чехлы тафтяные или из других тканей. Чехлы назывались чемоданцами, чушками, сорочками и нагалищами.
6 июля 1701 года фельдмаршалу боярину Борису Петровичу Шереметеву, который командовал большим полком, было вручено полковое знамя. Это было последнее использование Царского знамени старого образца.

## Государев полк
Во время военных походов царь выбирал около тысячи человек для особого Государева полка. 

... Из столичных стряпчих и других московских чинов составлялся «государев полк», соответствующий нынешней гвардии. Люди московских чинов назначались также головами или даже воеводами, т. е. офицерами или полковниками в армейские полки, а также служили органами низшей администрации. ...— Ключевский В. О. История сословий в России. Лекции Ордин. Проф. В. О. Ключевского. — Москва, 1887. — 196 с.
Полк во время похода находился при царе и охранял знамёна. Полком руководили два Воеводы у Государева знамени. Начальниками над сотнями полка были Головы у Государева знамени. По возвращении из похода государевы знамёна вносили в царский дворец («на верх»). Знамёна хранились в Золотой или Столовой палате дворца. Полковые знамёна воеводы сдавали в Оружейную палату.

## Воеводские знамёна

Знамя Ермака

Воеводские знамёна выдавались воеводам, отправлявшимся в города, остроги, в военные походы, в посольские съезды на переговоры и на переговоры для обмена пленных. Эти знамёна назывались малыми полковыми или воеводскими.
Они имели длину от 2 1\2 аршин до 3 аршин и в ширину от 2 до 2 1\2 аршин. Ткань шёлковая, кайма другого цвета. В середине писали красками или вышивали лики Спасителя и Богородицы, Архангелов, ангелов и угодников. На кайме писали тропари и кондаки, иногда титул государев. Изображения могли быть разными на разных сторонах знамени.
Впоследствии воеводам выдавались полковые или сотенные знамёна, а воеводские знамёна не выдавались.
Воеводские знамёна выдавались при назначении на службу, или присылались на место службы. Знамёна выдавались по прямому указу царя.

## Сотенные знамёна
Сотенные знамёна — третий разряд полковых знамён в русской армии XVII века. Армия состояла из двух частей: регулярной и временной. Временные войска делились на сотни. Соответственно сотенные знамёна делились на два вида: Сотенные знамёна Государева полка (регулярные части) и просто Сотенные знамёна (временные войска).
Сотенные знамёна изготовлялись из камки или тафты.
Сотенные знамёна Государева полка в первые годы царствования Михаила Фёдоровича изготовлялись из шёлка или хлопчато-бумажных тканей. Со временем установился стандарт на размеры сотенных знамён: ширина 2 аршин, длина 2 аршина и 4 вершка, кайма 3 или 4 вершка.
Сотенные знамёна полков бояр и воевод изготовлялись разных размеров. Кресты, звёзды, косицы и т. д. назывались признаками. Знамёна всегда опушалось каймой. Чехлы суконные и холстинные.
С 1637 года сотенные знамёна становятся стандартными. Со временем прекращается использование хлопчато-бумажных тканей.
После отмены сотен войска были разделены на роты. Ротные знамёна возили хорунжие.

## Стрелецкие знамёна
В первые годы царствования Михаила Фёдоровича стрелецким приказам выдавали знамёна двух типов: сотенные знамёна и знамёна голов.
Стрелецкие знамёна изготавливались в форме прямоугольника длиной от 3 до 4 аршин и шириной от 2 до 3 аршин. В середине полотнища вшивался крест, разбивавший поле знамени на 4 равные части. В левой верхней четверти вшивался 8-ми конечный крест. В остальных четвертях вшивались признаки — то есть звёзды, кружки, косицы и т. д.
Средняя часть знамени могла изготавливаться из равносторонних четырёхугольников разного цвета. Такое знамя называлось шахматным. Иногда знамя сшивалось из треугольников разных цветов — такое знамя называлось клинчатым. Стрелецкие знамёна всегда опушались каймой.
Знамёна голов шили из шёлковых тканей, признаки на них писали золотом и серебром. Сотенные знамёна шили из киндяка, миткаля, холста, кумача, в редких случаях из тафты и других шёлковых тканей.
В царствование Алексея Михайловича использование шёлковых тканей становится более частым. В это же время появляются знамёна пятисотенные. Пятисотенные знамёна выдаются полуголовам и изготавливаются из шёлка. Знамёна голов увеличиваются в размерах — иногда до 8 аршин в длину и 6 в ширину. С 1669 года на знамёнах голов появляются священные изображения. Знамёна сотенные московских приказов изготовлялись по образцу: в середине крест, деливший знамя на 4 равные части, в левой верхней четверти размещался 8-ми конечный крест на подножии, вокруг него звёзды, число которых соответствовало номеру сотни.
После отмены сотен и введения стрелецких полков изменили своё название и знамёна. Знамёна голов стали называться полковничьими, знамёна пятисотенные — полуполковничьи, сотенные знамёна — братские. Знамёна изготавливались из камки. Всё чаще появляются священные изображения, писанные золотом и серебром.
Древки знамён крашенные, мешочки для крепления знамени к древку — из красной ткани. Навершья железные, втоки железные и медные.
В начале XVIII века стрелецкие знамёна остаются старого образца. На братских знамёнах появляются священные изображения, на знамёнах городовых стрельцов появляются гербы городов, в которых размещались полки.

## Знамёна полков иноземного строя

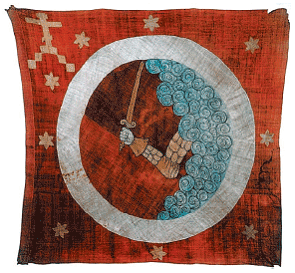
Ротное знамя 9-й роты солдатского полка. XVII век

Каждая рота имела своё знамя. Первые знамёна изготовлялись из шёлковых тканей. Размеры и вид знамени определял ротмистр по своему желанию.
Олеарий описывает встречу Турского посланника в Москве. У встречавших посланника войск было шесть знамён. Одно из белого атласа, в лавровом венке написан двуглавый орёл под тремя коронами с надписью Virtute Supero. Три знамени голубых с белым: на одном изображён гриф, на другом улитка, на третьем рука с мечом. Одно знамя из красной камки, на нём написана голова Януса. Одно красное знамя без изображений.

## Изготовление знамён
Знамёна полковые, воеводские и сотенные изготавливались в казне, а остальные — в войсках.
Знамёна изготавливались (строились) перед боевыми действиями, когда уже был известен состав войск, или в запас, для будущих походов. Знамёна строились в мастерских Оружейного приказа, под ведением Боярина и оружничего. Иногда знамёна кроили в казённом дворе, а для окончательной отделки передавались Оружейному приказу.
Знамёна строили по именному указу царя, который передавался боярину и оружейничему (иногда воеводе для которого строилось знамя).
Сшитые знамёна растягивали на рамах под присмотром иконописцев. Рамы размещали в иконной палате, свободных мастерских оружейной палаты. Из-за недостатка помещений знамёна иногда расписывали в старом Государевом дворе, в пустых хоромах Никиты Ивановича Романова, известен даже случай, когда мастер расписывал знамя у себя дома.
Расписывали знамёна жалованные и кормовые иконописцы, живописцы и их ученики Оружейного приказа. Надписи и слова наносили знаменщики и словописцы. Красочные тёрщики растирали краски. Золочение деталей производили в серебряной палате. Паникадильных дел мастера изготавливали медные кресты, гротики (навершия), подтоки. Железный знаменный прибор делали кузнецы, ствольного и замочного дела мастера, сабельные придельщики. Плотники и станочники Оружейного приказа делали древки, травщики и иконописцы расписывали древки, резчики вырезали яблоки. Чехлы присылали из казённого двора, иногда их делали портные и шатёрники Оружейного приказа.
Готовые знамёна осматривал царь. Некоторые знамёна переделывались.
Знамёна сотенные стрелецкие и ротные полков Иноземного порядка изготавливали в соответствующих приказах. Также в Оружейном приказе строились пушкарские знамёна, значки и прапоры Государевы и сотенных голов Государева полка.